# Zahumlje
Zachumlien auch Zachlumien (serbokroatisch Zahumlje Захумље, lateinisch Zachulmia, Zachlumia) oder  Hum (lateinisch Chulmia, Chelmania) ist eine historische Landschaft an der Ostküste der Adria. Sie erstreckte sich zwischen der Stadt Dubrovnik und dem Fluss Neretva einschließlich der Halbinsel Pelješac sowie landeinwärts etwa bis zum heutigen Mostar.
Im Mittelalter war es ein südslawisches Fürstentum.

## Geschichte
Zur Zeit von Konstantin VII. Porphyrogennetos im 10. Jahrhundert herrschte in Zachumlien ein Fürst Michael, der von den nichtchristlichen Litziki abstammte, die an dem Fluss Visla (Weichsel) siedelten. Dieser Bericht, der sich wie ein roter Faden durch die Literatur zieht, wird in der Forschung aber inzwischen abgelehnt.
Mittelalterliche Schriftsteller setzten „Serben“ nämlich oft mit den Slawen als Ganzes gleich, als slawischen Urstamm bzw. Überbegriff für alle Slawen.
Im 10. Jahrhundert unter Knjas Mihajlo Višević selbstständig, wurde Zachumlien im 11. Jahrhundert vom Staat Zeta abhängig. Nach 1183 wurde es zusammen mit Zeta dem Nemanjiden-Reich angegliedert. Um 1323 machte sich der lokale Feudaladel unter den Branojević selbständig. Die Branojević plünderten die Grenzgebiete Dubrovniks, das zuerst eine Intervention der Nemanjiden beschwor, und als diese nicht reagierten, sich an Bosnien wandte. Der bosnische Fürst Stjepan II. Kotromanić eroberte Zachumlien 1326. Die Bemühungen Stefan Dušans, Zachumlien seinem Staat wieder anzugliedern, hatten keinen dauernden Erfolg, und Zachumlien verblieb bei Bosnien. 1333 wurde der südliche Teil von Zachumlien mit dem Zentrum Ston und der Halbinsel Pelješac gegen Tribut den Ragusanern überlassen. Der Rest verblieb bei Bosnien und kam 1435 unter die Herrschaft Stjepan Vukčić Kosačas, der 1448 den Herzogstitel annahm. Zachumlien ging danach in der Herzegowina auf.